# Амионе, Бруно
Бруно Амионе (исп. Bruno Amione; род. 3 января 2002) — аргентинский футболист, защитник мексиканского клуба «Сантос Лагуна». Чемпион Южной Америки в возрастной группе до 15 лет в составе сборной Аргентины до 15 лет (2017 года) и чемпион Южной Америки в возрастной группе до 17 лет в составе сборной Аргентины до 17 лет (2019 года).

## Клубная карьера
Воспитанник футбольной академии аргентинского клуба «Бельграно» из Кордовы.
В октябре 2020 года перешёл в итальянский клуб «Эллас Верона».

## Карьера в сборной
Бруно Амионе сыграл за сборную Аргентины до 15 лет на чемпионате Южной Америки 2017 года, забив два мяча: один — в полуфинале против Перу и один — в финале против Бразилии, ставший победным для аргентинцев.
В марте 2019 года Пабло Аймар вызвал Бруно Амионе на чемпионат Южной Америки (до 17 лет) в Перу. На турнире Амионе забил в матче против Парагвая 26 марта и Бразилии 30 марта. 5 апреля в матче против Уругвая получил перелом пятой плюсневой кости стопы и не смог принять участия в оставшихся матчах. В итоге аргентинцы одержали победу на турнире.

## Достижения
Аргентина (до 15 лет)
- Победитель чемпионата Южной Америки (до 15 лет): 2017

Аргентина (до 17 лет)
- Победитель чемпионата Южной Америки (до 17 лет): 2019